# Slump

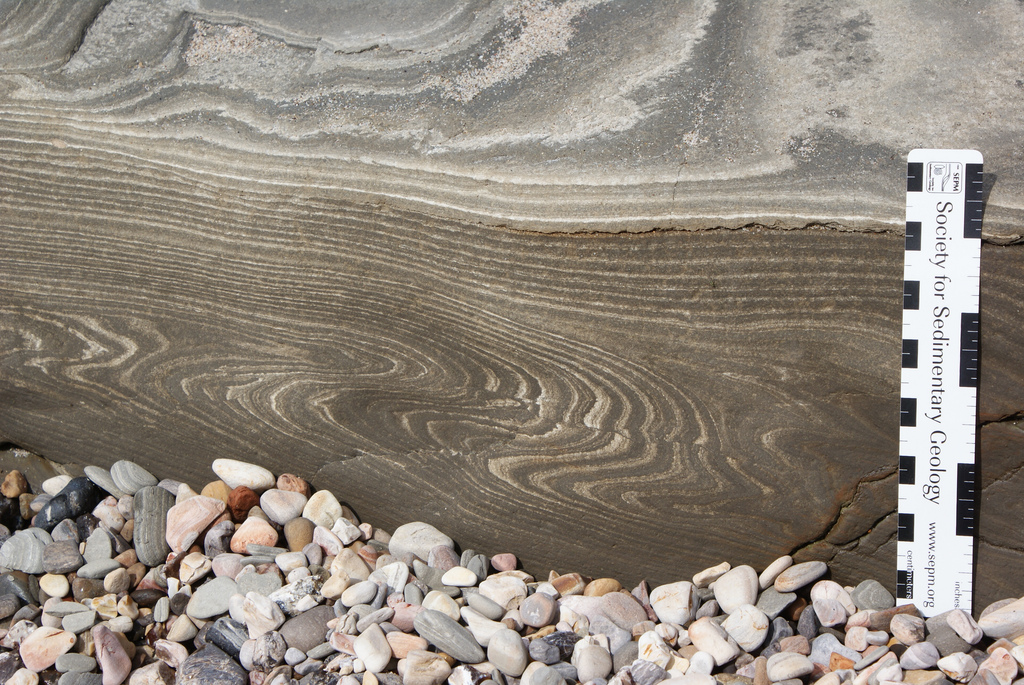
Plis au pied d'un slump.

Un slump est une formation géologique consécutive à l'affaissement latéral en masse de sédiments non consolidés (du verbe anglais to slump, affaisser, écrouler).
Le phénomène (slumping) se produit quand des sédiments subaquatiques encore gorgés d'eau glissent latéralement sous l'effet de la gravité. La raideur de la pente (quelques degrés peuvent suffire à l'engendrer) et l'accumulation sédimentaire sont les facteurs générateurs. Un lien avec des tremblements de terre a parfois été constaté. On suspecte aussi le rôle d'hydrates de gaz piégés dans les sédiments, dont l'équilibre chimique se déplacerait lors d'une baisse de pression (i-e baisse du niveau des eaux) ou d'une augmentation de température, produisant un décollement déstabilisant la couche. Tout type de sédiment peut être affecté. 
En amont, la couche est arrachée, laissant un escarpement (parfois atténué par l'érosion ultérieure). En aval on observe une déformation intense de la couche affaissée, avec création de plis ou de brèches intra-formationnels,.
Le slumping entre dans la famille des mouvements de terrain sédimentaire, que l'on peut classer selon les importances relatives qu'y jouent la gravité et la fluidisation — classement corrélé avec une distance de transport croissante — :
- Éboulement ou avalanche (pas de fluidisation, transport faible) ;
- Slide ou glissement ;
- Slump ;
- Coulée de débris ;
- Coulée de grains ;
- Coulée fluidisée (rôle de la gravité négligeable, transport élevé).

Il se distingue ainsi à la fois des éboulements et des coulées de boue ou des flots de débris ou de grain, en ce sens que le sédiment y conserve une bonne cohésion. 

### Note
Chez les géologues anglo-saxons, l'acception du terme slump est moins restrictive et s'étend à d'autres formes d'affaissements, y compris non sous-marins : effondrements de falaises, glissements de pans de dunes de sable, etc. 